# Manoir de Lesnehué
Le manoir de Lesnehué est situé à Saint-Avé en France.

## Localisation
Le manoir est situé sur le territoire de la commune de Saint-Avé, au lieu-dit Lesnehué, dans le département du Morbihan en région Bretagne.

## Description
Le manoir date des XVe et XVIe siècles, plan allongé, logis à trois pièces par étage, salle sous charpente, tour d'escalier postérieure, ancienne cour fermée, logis porche, porte haute. Le logis est construiten moellons de granite, édifice un étage carré avec deux escaliers à vis en bois, l'un dans-œuvre, l'autre demi hors-œuvre, actuellement dans le fournil, corps de passage en moellons de granite, un étage en surcroît, escalier extérieur droit en granite. Toiture à longs pans brisés recouverte d'ardoises, pignon couvert.

## Historique
Le manoir est possédé en 1427 par Eon Benoist, en 1448 par Guillaume Benoist. Siège d'une ancienne seigneurie appartenant successivement aux familles Benoist (Eudes Benoist est mentionné comme recteur de la chapelle du Bourg-d'en-Bas (Notre-Dame du Loc) en 1330, des actes notariés mentionnent Eon Benoist en 1427 et Jehan Benoist en 1464 et 1481), Jégo et Rosmadec (en 1560 et 1640). Il possédait autrefois une chapelle privée connue sous le vocable de Saint François transférée dans le transept sud de l'église Saint Gervais-Saint Protais du Bourg-d'en-Haut dont les vestiges ont été ruinés avant 1890.
La seigneurie date du XVe siècle comprenant logis, corps de passage, ferme, et moulin à eau. Le logis date du milieu du XVe siècle avec salle basse centrale sous charpente, encadré de deux parties à étage. Au XVIe siècle : transformation de la partie centrale sous charpente en étage carré, adjonction d'une cheminée à l'étage. Latrines au pignon est disparues à une date inconnue. Elévation antérieure remontée dans sa partie centrale en 1948. Toiture refaite au XXe siècle, avec abaissement des corps latéraux (d'un étage ) et modification de la pente. Corps de passage avec logement du XVe siècle, toiture modifiée au XIXe siècle (suppression du pignon découvert). Construction d'un fournil en retour du logis en prolongement de la tour au sud-est au XIXe siècle, d'un corps sans étage entre logis et corps de passage en 1870. Chapelle en ruine au sud-est dès 1811.
Il est inscrit à l'inventaire général du patrimoine culturel.